# Église Saint-Étienne du Cailar
L'église Saint-Étienne est une église située au centre du Cailar, village français du département du Gard.
Située à l'angle de la place Ledru-Rollin à laquelle elle tourne le dos, son entrée se fait à l'ouest, par la rue Émile Zola.
L'édifice est toujours un lieu de culte consacré au dogme catholique romain et rattaché au Diocèse de Nîmes.

## Historique
L'édifice est mentionné pour la première fois en 1169 dans le bullaire de l'Abbaye de Saint-Gilles dont elle est distante d'environ 25 km. C'est donc un édifice que l'on peut rattacher architecturalement à la période romane.
L'église sera sera plusieurs fois partiellement détruite, notamment pendant les guerres de religion qui voient s'opposer catholiques et protestants aux XVIe et XVIIe siècles.
Elle fera l'objet de plusieurs restaurations successives, dont la dernière en 2024 et 2025.
L'église est inscrite au titre des monuments historiques, depuis le 1er mars 1951.